# Made You Look (Meghan Trainor)
Made You Look è un singolo della cantante statunitense Meghan Trainor, pubblicato il 31 ottobre 2022 come secondo estratto dal quinto album in studio Takin' It Back.

## Video musicale
Il video musicale di Made You Look è stato pubblicato in anteprima all'interno del videogioco mobile Candy Crush Saga il 20 ottobre 2022, ed è stato reso disponibile sul canale YouTube della cantante il giorno successivo. L'artista ha affermato di aver voluto realizzare «un video dai colori allegri e vivaci» per avere come risultato «una versione più intensa del video di All About That Bass». La clip contiene cameo di Scott Hoying, JoJo Siwa e del marito di Meghan Trainor, l'attore Daryl Sabara.

## Esibizioni dal vivo
Il 21 ottobre 2022 Meghan Trainor ha presentato Made You Look dal vivo per la prima volta al Today Show. Tre giorni dopo ha riproposto la canzone al Tonight Show Starring Jimmy Fallon.

## Formazione
- Meghan Trainor – voce, testo e musica
- Federico Vindver – testo e musica, produzione, programmazione, ingegnere del suono, tastiera, percussioni
- Sean Douglas – testo e musica
- Jesse McGinty – sassofono baritono, trombone
- Mike Cordone – tromba
- Randy Merrill – mastering
- Jeremie Inhaber – missaggio

## Successo commerciale
Made You Look ha esordito alla posizione numero 95 della Billboard Hot 100 statunitense pubblicata il 5 novembre 2022. La canzone ha raggiunto la posizione numero 11 della classifica, la prima di Meghan Trainor a entrare nella top forty da Me Too nel 2016. Nella Official Singles Chart britannica il brano ha raggiunto la 2ª posizione, diventando il primo singolo top ten per la cantante dalla collaborazione con Charlie Puth Marvin Gaye del 2015. Made You Look ha inoltre raggiunto la 10ª posizione della Billboard Global 200.

## Classifiche

### Classifiche settimanali
| Classifica (2022-23) | Posizione massima |
| -------------------- | ----------------- |
| Australia            | 3                 |
| Austria              | 16                |
| Belgio (Fiandre)     | 3                 |
| Belgio (Vallonia)    | 7                 |
| Canada               | 7                 |
| Corea del Sud        | 75                |
| Danimarca            | 22                |
| Filippine            | 3                 |
| Francia              | 153               |
| Germania             | 26                |
| Grecia               | 35                |
| Indonesia            | 16                |
| Irlanda              | 3                 |
| Islanda              | 3                 |
| Italia               | 59                |
| Lituania             | 35                |
| Lussemburgo          | 23                |
| Norvegia             | 7                 |
| Nuova Zelanda        | 2                 |
| Paesi Bassi          | 17                |
| Polonia              | 63                |
| Portogallo           | 35                |
| Regno Unito          | 2                 |
| Repubblica Ceca      | 37                |
| Singapore            | 2                 |
| Slovacchia           | 30                |
| Spagna               | 87                |
| Stati Uniti          | 11                |
| Sudafrica            | 22                |
| Svezia               | 38                |
| Svizzera             | 19                |
| Ucraina              | 71                |
| Ungheria             | 35                |
| Vietnam              | 5                 |

### Classifiche di fine anno
| Classifica (2022) | Posizione |
| ----------------- | --------- |
| Belgio (Fiandre)  | 178       |
| Classifica (2023) | Posizione |
| Australia         | 38        |
| Canada            | 16        |
| Danimarca         | 91        |
| Regno Unito       | 36        |
| Stati Uniti       | 53        |